# 鬣狗亚科
鬣狗亚科（学名：Hyaeninae）是鬣狗科下的一个演化支，分化于500万年前的上新世早期，包含一类身体强壮的大型食肉动物，在更新世最为繁盛。除少数史前种类外，大部分鬣狗亚科顎骨强劲，裂齿和臼齿发达，因此能咬碎骨骼，进食和消化能力极强。
现仅存3属：
- 斑鬣狗属 Crocuta
- 鬣狗属 Hyaena
- 棕鬣狗属 Parahyaena

已滅絕的屬包括：
- †副鬣狗屬 Adcrocuta
- †豹鬣狗属 Chasmaporthetes
- †馳鬣狗屬 Hyaenictis
- †伊克洛鬣狗屬 Ikelohyaena
- †李氏鬣狗屬 Leecyaena
- †硕鬣狗属 Pachycrocuta
- †祖鬣狗屬 Palinhyaena